# Pseudagrion coeruleipunctum
Pseudagrion coeruleipunctum är en trollsländeart som beskrevs av Elliot C.G. Pinhey 1964. Pseudagrion coeruleipunctum ingår i släktet Pseudagrion och familjen dammflicksländor. IUCN kategoriserar arten globalt som otillräckligt studerad. Inga underarter finns listade i Catalogue of Life.